# Albert Siebenhüter
Albert Siebenhüter (* 28. Juli 1913 in Bergheim; † 28. Dezember 1995 in Lambach) war von 1972 bis 1986 Abt des Stiftes Lambach.

## Leben
Albert Siebenhüter trat 1934 in die Benediktiner-Abtei Schweiklberg ein, studierte in Rom und wurde 1940 zum Priester geweiht. Nach Kriegsdienst und Gefangenschaft leitete er zwanzig Jahre das  Benediktinerkolleg in Passau, bis er 1965 als Prior in das Stift Lambach berufen wurde. 1966 dort Administrator und 1972 zum Abt gewählt, brachte er das Stift wieder zur Blüte, besonders durch den Ausbau der Schule. Siebenhüter trat 1986 zurück.
Er wurde mit dem Großen Silbernes Ehrenzeichen für Verdienste um die Republik Österreich ausgezeichnet.
Seit 1980 war er Ehrenmitglied der katholischen Studentenverbindung AV Austria Innsbruck im ÖCV.